# امیدوارم آن‌ها در جهنم آبجو سرو کنند
من امیدوارم آن‌ها در جهنم آبجو سرو کنند (انگلیسی: I Hope They Serve Beer in Hell) یک فیلم است که در سال ۲۰۰۹ منتشر شد. از بازیگران آن می‌توان به جس بردفورد، کری لین پرت، ماریکا دومینچیک، و تریسی لورد اشاره کرد.

## داستان
«تاکر» تصمیم می‌گیرد برای برگزار کردن مهمانی مجردی دوست خود به سفر برود. او دوستش را به دردسر انداخته و رابطه اش را به نامزد خود برهم می‌زند.